# Вест Бенд (Ајова)
Вест Бенд (енгл. West Bend) град је у америчкој савезној држави Ајова. По попису становништва из 2010. у њему је живело 785 становника.

## Демографија
Према попису становништва из 2010. у граду је живело 785 становника, што је -49 (-5.9%) становника више него 2000. године.
| Група             | 2000.       | 2010.       |
| Белци             | 825 (98,9%) | 767 (97,7%) |
| Афроамериканци    | 0 (0,0%)    | 0 (0,0%)    |
| Азијати           | 1 (0,1%)    | 0 (0,0%)    |
| Хиспаноамериканци | 4 (0,5%)    | 11 (1,4%)   |
| Укупно            | 834         | 785         |